# Frank Oleynick
Frank Oleynick (Bridgeport, 20 febbraio 1955) è un ex cestista statunitense, professionista nella NBA.

## Carriera
Venne selezionato dai Seattle SuperSonics al primo giro del Draft NBA 1975 (12ª scelta assoluta).
Con gli Stati Uniti disputò i Campionati mondiali del 1974.